# عبدالحمید خسروشاهی
عبدالحمید خسروشاهی فیلسوف، متکلم، حکیم و فقیه شافعی در قرن ششم و هفتم هجری است. وی یکی از شاگردان بنام فرید الدین داماد و فخرالدین رازی است. از کارهای مهم وی در زمینه منطق می‌توان به مختصر «منطق شفا» و تلخیص کتاب «مهذب ابواسحاق شیرازی» نام برد.

## زندگانی
نام کامل وی عبدالحمید ابن عیسی عمویه این یونس خلیل خسروشاهی است. خسروشاه نام شهری است که در نزدیکی تبریز قرار دارد و زادگاه وی است. وی در سال ۵۸۰ هجری قمری در خسروشاه زاده شده است و نزد دانشمندان بزرگی شاگردی کرده است.

## استادان و شاگردان
خسروشاهی حدیث را از موید طوسی فراگرفته است و علم کلام و حکمت را نزد کسانی همچون فخرالدین رازی، شهاب الدین محتشم و حاکم اسماعیلی فراگرفت. از بزرگترین شاگردان وی می‌توان به دمیاطی و زین الدین مرحل اشاره کرد.از مهم‌ترین شاگردان وی در پزشکی و فلسفه فردی بنام سدیدالدین منصور است.

## نظرات دیگران
مرتضی مطهری دربارهٔ وی می‌نویسد که خسروشاهی در علم و طب و علوم شرعی از شاگردان فخرالدین رازی بوده است و توانسته کتاب شفای بوعلی سینا را خلاصه کند. شهرت عبدالحمید خسروشاهی به دلیل پرسش‌های فلسفی است که خواجه نصیرالدین طوسی از وی کرده است و وی نیز بدان‌ها پاسخ گفته است. ملاصدرا نیز چون پاسخ‌های خسروشاهی را کافی ندانسته است رساله‌ای مستقل در پاسخ به این پرسش‌های نگاشته است.